# Monte San Calogero (Sciacca)
Monte San Calogero (Sciacca) este o arie protejată (arie specială de conservare — SAC, sit de importanță comunitară — SCI) din Italia întinsă pe o suprafață de 127 ha, integral pe uscat.

## Localizare
Centrul sitului Monte San Calogero (Sciacca) este situat la coordonatele 37°31′03″N 13°06′17″E / 37.5175°N 13.104722°E.

## Înființare
Situl Monte San Calogero (Sciacca) a fost declarat sit de importanță comunitară în septembrie 1995 pentru a proteja 13 specii de animale. Situl a fost protejat și ca arie specială de conservare în aprilie 2021.

## Biodiversitate
Situată în ecoregiunea mediteraneană, aria protejată conține 5 habitate naturale: Pseudostepă cu ierburi și specii anuale de Thero-Brachypodietea, Peșteri inaccesibile publicului, Păduri de stejar alb estice, Tufărișuri termo-mediteraneene și de pre-deșert, Pante stâncoase calcaroase cu vegetație casmofită.
La baza desemnării sitului se află mai multe specii protejate de  păsări (13): Alectoris graeca whitakeri, fâsă-de-câmp (Anthus campestris), Apus pallidus, ciocârlie-cu-degete-scurte (Calandrella brachydactyla), dumbrăveancă (Coracias garrulus), Falco naumanni, sfrânciocul cu frunte neagră (Lanius minor), sfrâncioc cu cap roșu (Lanius senator), prigoare (Merops apiaster), pietrar mediteranean (Oenanthe hispanica), pietrar sur (Oenanthe oenanthe), Sylvia conspicillata, pupăză (Upupa epops)
Pe lângă speciile protejate, pe teritoriul sitului au mai fost identificate 8 specii de plante, 8 specii de păsări, 1 specie de mamifere.